# 南昌炒粉

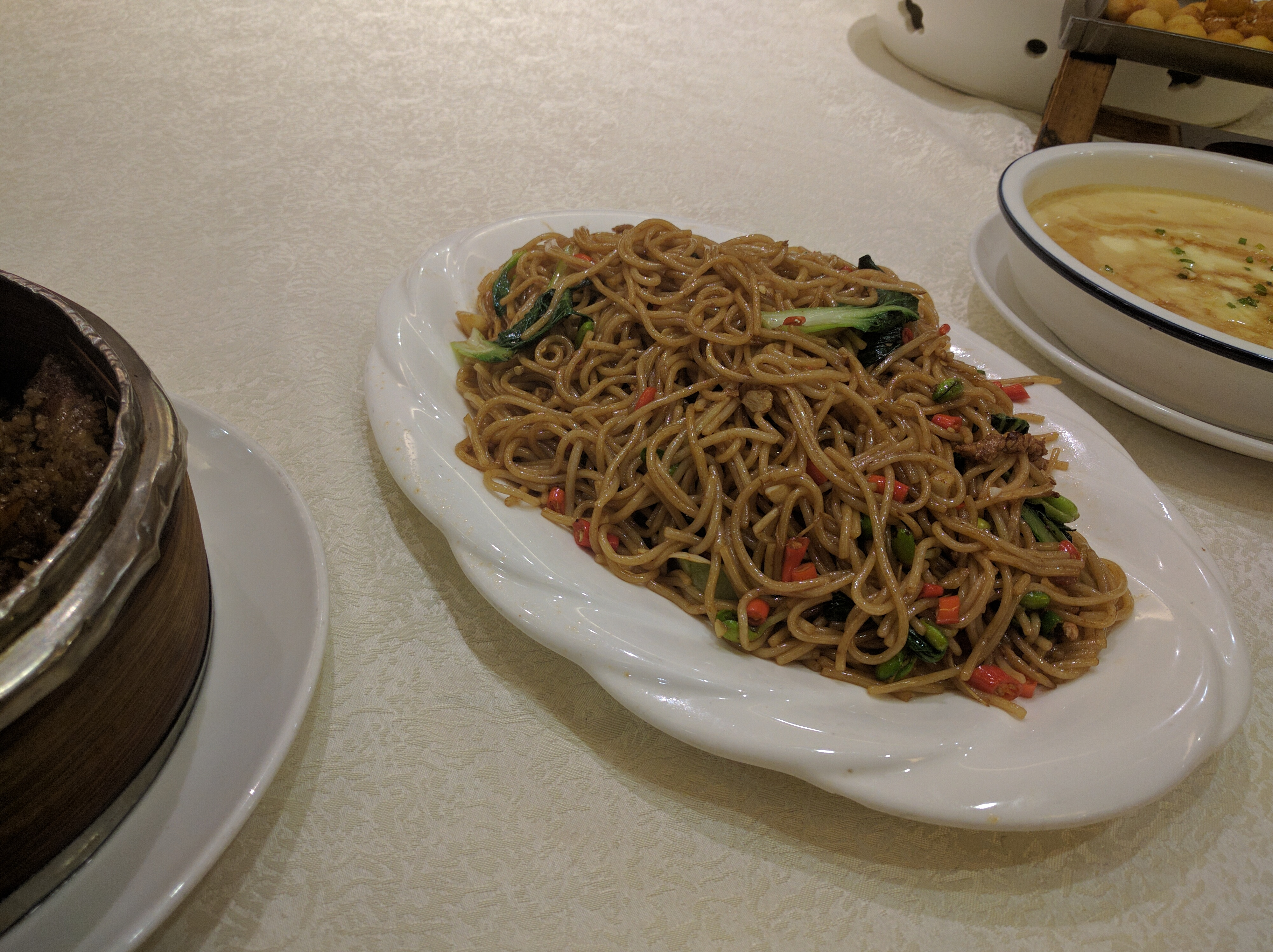
常见的南昌炒粉

南昌炒粉，是一种流行于江西南昌的粉面类菜品。原料采用江西特有的南昌米粉，制作工艺为先将米粉煮熟，捞起滤干后，放入油锅里通过明火翻炒，通常加酱油、辣椒粉、青菜、肉丝等配料。南昌炒粉是南昌地区最常见的家常菜（小吃）。